# Spółgłoska szczelinowa krtaniowa dźwięczna
Spółgłoska szczelinowa krtaniowa dźwięczna – rodzaj dźwięku spółgłoskowego występujący w językach naturalnych. W międzynarodowej transkrypcji fonetycznej IPA oznaczana jest symbolem: [ɦ]. W niektórych językach słowiańskich zastępuje ona spółgłoskę [ɡ]. Również niektórzy użytkownicy języka polskiego, zwłaszcza z pogranicza białoruskiego, ukraińskiego i czeskiego, wymawiają nadal <h> jako /ɦ/, w przeciwieństwie do <ch> wymawianego /x/. 

## Artykulacja
W czasie artykulacji podstawowego wariantu [ɦ]:
- modulowany jest prąd powietrza wydychanego z płuc, czyli jest to spółgłoska płucna egresywna
- tylna część podniebienia miękkiego zamyka dostęp do jamy nosowej, powietrze uchodzi przez jamę ustną (spółgłoska ustna)
- prąd powietrza w jamie ustnej przepływa ponad całym językiem lub przynajmniej uchodzi wzdłuż środkowej linii języka (spółgłoska środkowa)
- jest to spółgłoska krtaniowa – masy powietrza wydychanego z płuc przechodzą między więzadłami głosowymi, ale właściwie nie jest to spółgłoska szczelinowa.
- spółgłoska ta jest dysząco dźwięczna – w tym miejscu artykulacji dźwięczność sensu stricto jest niemożliwa.

## Przykłady
- w języku czeskim: hora [ˈɦɔra] „góra”
- w języku fińskim: raha ['rɑɦɑ] „pieniądze”
- w języku ukraińskim: багато [bä'ɦätɔ] „wiele”
- w języku zulu: ihhashi [iːˈɦaːʃi] „koń”